# Георгиос Вафопулос
Георгиос Вафопулос (на гръцки: Γεώργιος Βαφόπουλος) e виден гръцки поет, драматург и литературен критик.

## Биография
Вафопулос е роден в 1903 година в Гевгели, тогава в Османската империя, в гъркоманско семейство. В 1916 година след като Гевгели се озовава на самия фронт семейството му емигрира в Гърция и се установява в Солун. Учи в Атинския университет физика и математика, но се отказва и се връща в Солун, където започва да учи философия и литература в Солунския университет. Вафопулос става активен участник в интелектуалния и културен живот на Солун. Влиза в градската управа, участва в основаването на градската библиотека и е неин директор от 1938 до 1963 година.
В 1924 година заедно с Костас Кокинос оглавява списание „Македоника Грамата“ и дава достъп до списанието на Константинос Кавафис. В 1928 година Вафопулос публикува стихове в „Неа Естия“, а в 1931 година стихосбирката „Розите на Миртали“, смятана за родоначалник на модерната солунска поезия и сравявана с излязлата по същото време „Строфи“ на Георгиос Сеферис. В 30-те е коредактор на „Македоникес Имерес“, списанието оглавило вълната на литературния модернизъм в Гърция.
Вафопулос е автор на 12 стихосбирки, както и на пиеси и литературна критика, както и на пет тома мемоари, които са важен извор за литературния живот между 1930 и 1964 година. Заедно със съпругата си Анастасия, за която се жени в 1946 година, основават Центъра за изкуства Вафопулос в Солун.
Вафопулос е носител на гръцкия Орден на феникса, както и на наградата Урани на Атинската академия на изкуствата и на Солунския почетен орден.
Умира в Солун, след двумесечно лечение в болница.